# Nogometni klub Sloboda Varaždin
Il Nogometni klub Sloboda Varaždin è una società calcistica croata con sede nella città di Varaždin, situata nella omonima regione. È stato fondato il 21 febbraio 1931 come sezione sportiva della società Radnički športski klub Sloboda (club sportivo dei lavoratori "Libertà").
Il colore originale era il verde. La scelta di cambiare i colori sociali nel bianco-rosso, che a tutt'oggi contraddistingue la squadra, deriva, è stata su iniziativa dei giocatori e degli attivisti locali del movimento operaio.
Durante gli anni del Campionato Jugoslavo lo Sloboda ha disputato i campionati regionali sloveno-croati ma, pur vincendo per 5 volte il proprio girone, non è mai riuscito a raggiungere le divisioni nazionali.
Nel settembre del 1991 lo NK Sloboda ha cambiato il suo nome in NK Varaždin. Dal 30 giugno 1999 è tornato il vecchio nome "Sloboda". Dal 2002 NK Sloboda e FC Kucan '99 si sono fusi prendendo il nome di NK Sloboda Derma. Dal 3 agosto 2005 lo Sloboda riprende il vecchio nome.
Dopo la nascita dei campionati in Croazia il punto più alto raggiunto dal club è stato il 4º posto nel girone Nord della 2.HNL 1997-98 che però non è bastato a mantenere la categoria a causa della ristrutturazione dei campionati.
Ad inizio anni 2000 lo Sloboda ha partecipato più volte alla Coppa di Croazia. Nel 1997-98 è stato sorteggiato contro i concittadini del Varteks, il risultato è stata la vittoria dei favoriti rivali. Curiosamente il nome dello Sloboda al tempo era "NK Varaždin": lo stesso che avrebbero preso i rivali, dopo 12 anni, dopo la perdita dello sponsor "Varteks".
| Stagione | Liv. | Campionato                                 | Posizione       | Coppa di Croazia  |
| -------- | ---- | ------------------------------------------ | --------------- | ----------------- |
| 1992     | 4    | Lega regionale di Zagabria - Gir. Nord - A | 3º              |                   |
| 1992-93  | 4    | Lega regionale - Gir. Nord - A             | ?               |                   |
| 1993-94  | 4    | 4.HNL - Gir. Nord - A                      | 4º (promosso)   |                   |
| 1994-95  | 3    | 3.HNL - Gir. Nord                          | 9º (retrocede)  |                   |
| 1995-96  | 4    | 3.HNL - Gir. Nord                          | 1º (promosso)   |                   |
| 1996-97  | 3    | 2.HNL - Gir. Nord                          | 3º              | 16' di finale     |
| 1997-98  | 2    | 2.HNL - Gir. Nord                          | 4º (retrocede)  | 16' di finale     |
| 1998-99  | 3    | 3.HNL - Gir. Nord                          | 9º              | turno preliminare |
| 1999-00  | 3    | 3.HNL - Gir. Nord                          | 2º              | 16' di finale     |
| 2000-01  | 3    | 3.HNL - Gir. Nord                          | 9º              | 16' di finale     |
| 2001-02  | 3    | 3.HNL - Gir. Nord                          | 14º             |                   |
| 2002-03  | 3    | 3.HNL - Gir. Nord                          | 11º             |                   |
| 2003-04  | 3    | 3.HNL - Gir. Nord                          | 4º              | 16' di finale     |
| 2004-05  | 3    | 3.HNL - Gir. Nord                          | 3º              | 8' di finale      |
| 2005-06  | 3    | 3.HNL - Gir. Nord                          | 10º (retrocede) |                   |
| 2006-07  | 4    | 4.HNL - Gir. Nord - A                      | 3º (promosso)   |                   |
| 2007-08  | 3    | 3.HNL - Gir. Nord                          | 18º (retrocede) |                   |
| 2008-09  | 4    | 4.HNL - Gir. Nord - A                      | 1º (promosso)   |                   |
| 2009-10  | 3    | 3.HNL - Gir. Nord                          | 18º (retrocede) |                   |
| 2010-11  | 4    | 4.HNL - Gir. Nord - A                      | 13º (retrocede) |                   |
| 2011-12  | 5    | 1.ŽNL Varaždinska                          | 15º             |                   |
| 2012-13  | 5    | 2.ŽNL Varaždinska - Gir. Est               | 10º             |                   |
| 2013-14  | 5    | 2.ŽNL Varaždinska - Gir. Est               | 15º (retrocede) |                   |
| 2014-15  | 6    | 2.ŽNL Varaždinska - Gir. Est               | 10º             |                   |
| 2015-16  |      |                                            |                 |                   |

## Palmarès

### Competizioni regionali
- Treća nogometna liga: 1

2008-2009 (girone Nord)